# Dones a Bletchley Park

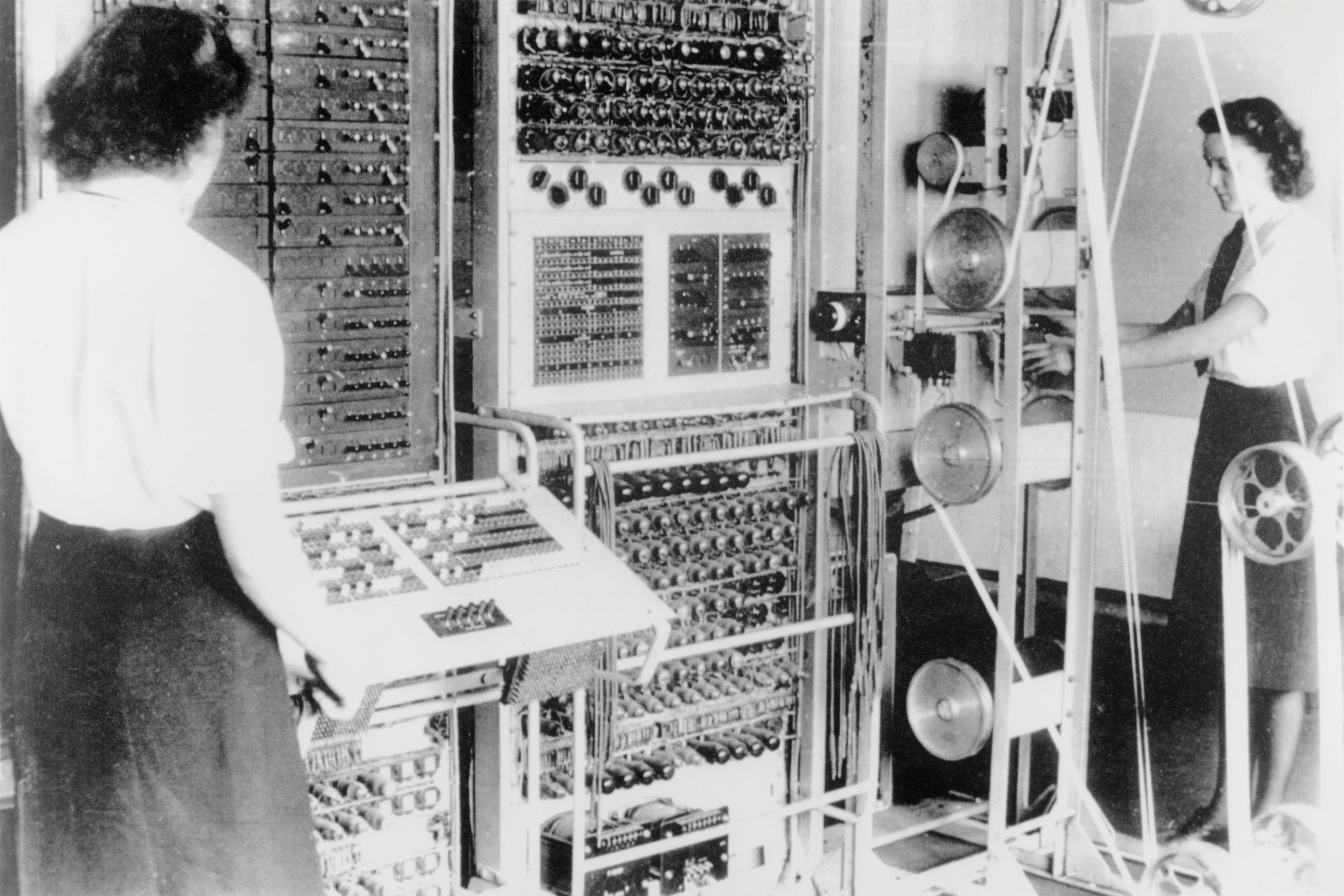
La computadora Colossus Mark 2 operada per Dorothy Du Boisson (a l'esquerra) i Elsie Booker (a la dreta), 1943.

Al voltant de 8.000 dones van treballar a Bletchley Park, el lloc principal dels criptoanalistes britànics durant la Segona Guerra Mundial. Allà, les dones constituïen aproximadament el 75% de la producció activa. Mentre que estaven molt poc representades en treballs d'alt nivell, com la criptoanàlisi, n'hi va haver moltes que es van dedicar a importants treballs auxiliars, com ara el maneig de maquinària criptogràfica i de comunicacions, la traducció de documents de les Potències de l'Eix, l'anàlisi de trànsit, les tasques administratives, i molts més.

## Antecedents
Bletchley Park va ser el lloc principal per a la criptoanàlisi britànica durant la Segona Guerra Mundial. Va allotjar el Codi de Govern i l'Escola Cypher (GC&CS, per les seves sigles en anglès), que regularment s'infiltrava en les comunicacions secretes de les Potències de l'Eix, encara que el més important era desencriptar les màquines de xifratge alemanyes Enigma i Lorenz. Segons l'historiador i criptoanalista britànic Harry Hinsley, la intel·ligència militar "Ultra" (terme adoptat per la intel·ligència militar britànica al juny de 1941 per designar els avenços dels aliats en aquest camp) produïda a Bletchley Park va escurçar la guerra en aproximadament dos anys. Bletchley Park és famós per l'impacte que va tenir en la guerra i per la feina que hi van fer acadèmics com Alan Turing i Dilly Knox. Aquesta feina, encara que secreta fins a 1974, va tenir un impacte significatiu en la història de la ciència i la tecnologia, i en particular sobre la història de les tecnologies de la informació. A començaments del segle xxi, arxivers i historiadors han emfatitzat cada vegada més el paper de les dones que van treballar a Bletchley Park.

## Incorporació de dones

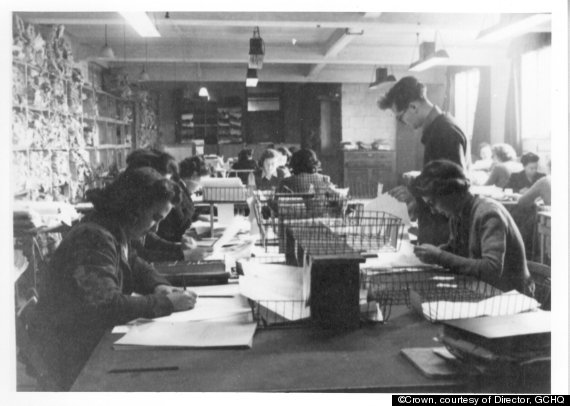
Dones treballant a Bletchley Park.

El 1937, quan les tensions a Europa i Àsia es feien evidents, el cap de l'M16, l'almirall Hugh Sinclair va ordenar a GC&CS que comencés a preparar-se per a una guerra i que ampliés el seu personal. Es tractava d'homes de tipus professoral, procedents de les universitats d'Oxford i Cambridge. No obstant això, a mesura que el treball criptoanalític es va anar mecanitzant, va fer falta molt més personal. Les dones van ser portades per primera vegada a Bletchley Park després d'haver estat abordades a la universitat o a causa de connexions familiars de confiança. Les debutants eren particularment benvolgudes, ja que se les considerava les més fiables a causa dels seus antecedents com a classe alta. Realitzaven principalment feines administratives i d'oficina. No obstant això, les necessitats de personal de Bletchley Park van continuar creixent, i els responsables van buscar dones lingüistes, matemàtiques i fins i tot expertes en mots encreuats. Per exemple, el 1942, The Daily Telegraph va organitzar un concurs en què s'havien de resoldre uns mots encreuats críptics en 12 minuts. Els militars van reclutar algunes de les guanyadores per treballar a Bletchley Park, ja que es creia que tenien fortes habilitats de pensament lateral, importants per al desxiframent de codis. La majoria d'aquestes dones procedien de la classe mitjana i algunes tenien títols en matemàtiques, física i enginyeria. Se'ls va donar accés als programes STEM (ciència, tecnologia, enginyeria i matemàtiques, en les seves sigles en anglès) a causa de la falta d'homes, que havien estat enviats a la guerra.
A finals de 1944, més de 2.500 dones van sere contractades per GC&CS en el Servei Real Naval de la Dona (Women's Royal Naval Service), els membres de la qual s'anomenaven Wrens); més de 1.500 dones van ser assignades a la Força Aèria Auxiliar de la Dona (Women's Auxiliary Air Force, WAAF) i aproximadament 400 provenien del Servei Territorial Auxiliar. Sis de cada deu dones que treballaven a Bletchley Park servien a les Forces Armades britàniques. Moltes d'aquestes dones estaven més interessades a treballar en avions i vaixells, i mai s'haurien pensat que treballarien en un lloc com Bletchley Park.
Les dones van exercir moltes funcions a Bletchley Park, des d'administradores fins a compiladoras de fitxes i missatgeres, i algunes d'elles van treballar com a especialistes a desxifrar codis. Inicialment, molts dels responsables es mostraven escèptics que les dones poguessin operar les màquines Bombe i les computadores Colossus, i en una secció que les empleava, incloent-hi graduades universitàries, el cap de la secció masculina opinava que "a les dones no els agradaria fer una activitat intel·lectual". El matemàtic britànic Gordon Preston va convèncer Max Newman (que tenia clar que a les dones no els importaria l'esforç intel·lectual) perquè autoritzés xerrades a les Wrens perquè expliquessin la seva feina matemàticament, i les xerrades van tenir molt d'èxit. Les dones de Bletchley Park aviat van demostrar que estaven a l'altura de les circumstàncies, ja que feien una bona feina en qualsevol lloc que ocupessin.
Encara que l'enfocament inicial del reclutament, particularment durant els últims anys del període d'entreguerres, es va centrar principalment en acadèmics masculins, aviat va sorgir un equip eclèctic de "Boffins and Debs" (boffin, en argot britànic, defineix un científic, enginyer o una altra persona que es dedica a la recerca i al desenvolupament tècnic o científic; i deb, del francès: debutant, dona principiant), la qual cosa va fer que GC&CS fos anomenat amb certa ironia la Golf, Cheese and Chess Society (Societat de golf, formatges i escacs). En esclatar la guerra, Dilly Knox era el principal criptoanalista de GC&CS i, com a tal, va assumir un paper de lideratge en el treball de les diverses xarxes Enigma. El seu equip, que estava format per dones ("les noies de Dilly"), comptava amb Margaret Rock i Mavis Lever, de vegades anomenades despectivament "les xavales de Dilly". Durant una visita de setembre de 1941, el primer ministre britànic Winston Churchill va comentar al cap de GC&CS, Alastair Denniston: "Et vaig dir que no deixessis pedra sense moure per aconseguir personal, però no tenia ni idea que m'haguessis fet cas tan literalment".
A la Segona Guerra Mundial, les dones van treballar en molts llocs que anteriorment havien estat gairebé exclusivament restringits als homes, com la indústria i l'exèrcit. Bletchley Park era inusual perquè allà les dones desenvolupaven treballs intel·lectuals exigents. Un dels pocs escenaris directament comparables durant el conflicte va ser que les dones nord-americanes van ser contractades per fer càlculs de balística d'artilleria i programar ordinadors. Aquestes "computadores" femenines van utilitzar un analitzador diferencial al soterrani de l'Escola d'Enginyeria Elèctrica de Moore per accelerar els seus càlculs, tot i que la màquina requeria que un mecànic fos totalment precís i les dones sovint tornaven a revisar els càlculs a mà.

## Dones triades
Aquesta secció explica les històries d'algunes dones seleccionades que van treballar a Bletchley Park.

### Mavis Batey
Mavis Lilian Lever va néixer el 5 de maig de 1921 a Dulwich, de mare cosidora i pare carter. Es va criar a Norbury i va anar a l'Escola de Nenes del Coloma Convent, a Croydon. Va estudiar alemany al University College de Londres al començament de la Segona Guerra Mundial, concentrant-se en els romàntics alemanys en particular.
Inicialment va ser empleada per revisar els articles de The Times a la recerca de missatges espies codificats, però el 1940 va ser reclutada per treballar com a desxifradora a Bletchley Park. Va treballar com a assistent de Dilly Knox, i va estar estretament involucrada en l'esforç de desxifratge abans de la batalla de Matapan. Segons The Daily Telegraph, es va familiaritzar tant amb els estils dels operadors enemics que va poder determinar que dos d'ells tenien una núvia anomenada Rosa. Batey havia desenvolupat una tècnica reeixida que es podia fer servir per a altres coses.
Al desembre de 1941, va desxifrar un missatge entre Belgrad i Berlín que va permetre a l'equip de Knox elaborar el cablejat de l'Enigma Abwehr, una màquina Enigma que s'havia considerat indesxifrable. Mentre estava a Bletchley Park va conèixer Keith Batey, un matemàtic i company de professió amb qui es va casar el 1942.

### Jane Fawcett
Jane Hughes va ser assignada al Hut 6, una "cambra de descodificació" només per a dones. Les condicions eren deficients (amb poca llum, poca calefacció i poca ventilació) i les dones treballaven moltes hores sota una pressió extrema. En el Hut 6, Hughes i altres dones com ella rebien les claus diàries d'Enigma i les teclejaven en les seves pròpies màquines Typex per determinar si els missatges estaven escrits en un alemany reconeixible.
El 25 de maig de 1941, Hughes i algunes altres dones van ser informades sobre la cerca del cuirassat alemany Bismarck. Poc després, Hughes va desxifrar un missatge referent al Bismarck que detallava la seva posició i la seva destinació a França. El Bismarck va ser posteriorment atacat per la Marina Real Britànica i enfonsat el 27 de maig. Aquesta va ser la primera victòria significativa de les decodificadoras, i amb això es demostrava la utilitat del projecte.

El seu treball no va sortir a la llum fins a dècades més tard, durant els anys 90, ja que havia estat classificat sota la Llei de secrets oficials britànica de 1939. En comparació de la reconeguda actuació de la Marina, Fawcett va expressar un cert malestar:
"Ens sentíem una mica avergonyides d'haver contribuït només a Bletchley, com unes afeccionades qualssevol. Així que, quan de sobte tot el que havíem fet, que sabíem que havia estat un treball molt dur i increïblement exigent, va sortir a la llum i ens van demanar que en parléssim, ens va sobrepassar. Mai ho havia dit a ningú, ni tan sols al meu marit. Els meus nets van quedar molt sorpresos".

### Jean Valentine
Jean Valentine (nascuda el 1924 a Escòcia) era operadora del dispositiu de desxiframent Bombe en el Hut 11 de Bletchley Park, a Anglaterra, dissenyat per Alan Turing i altres investigadors durant la Segona Guerra Mundial. Va ser membre de les "Wrens" (Servei Real Naval de la Dona). Durant aquest temps, va viure a Steeple Claydon, a Buckinghamshire. Va començar a treballar per 15 xílings a la setmana. Al costat de les seves companyes de feina, va mantenir-se callada sobre el seu treball a la guerra fins a meitat de la dècada de 1970.
A principis del segle xxi, Valentine va estar involucrada en la reconstrucció del Bombe en el Bletchley Park Museum, finalitzada el 2006, quan va declarar: "Si la gent no travessa les portes i entra al museu, es perdrà una peça vital de la història. Com més puguem educar-los, millor". Ensenya la reconstrucció del dispositiu i n'explica el funcionament, a part de dirigir els tours en el museu. Valentine va participar en una important trobada a Bletchley Park el 2009.
El 24 de juny de 2012, Jean Valentine va parlar sobre les seves experiències durant la guerra a Bletchley Park i en altres llocs com a part d'un esdeveniment Turing's Worlds per celebrar el centenari del naixement d'Alan Turing, organitzat per la Casa Rewley del Departament d'Educació Contínua de la Universitat d'Oxford en cooperació amb la British Society for the History of Mathematics (BSHM).

### Joan Clarke
Joan Elisabeth Lowther Murray (de soltera Clarke; 1917-1996) era criptoanalista i numismàtica. Encara que no va buscar protagonisme, el seu important paper en el projecte Enigma, que desencriptà les comunicacions secretes de l'Alemanya nazi, li va valer molts premis i reconeixements, com el nomenament com a membre de l'Orde de l'Imperi Britànic, el 1946.

## Commemoració
S'han fet molts esforços per commemorar la contribució de les dones de Bletchley Park. En concret, durant els últims anys, hi ha hagut una proliferació d'articles dedicats a valorar el seu paper. A causa del secret de Bletchley Park i a la regla dels Trenta Anys del Regne Unit, no va ser fins a la publicació el 1974 de The Ultra Secret per l'ex oficial de la Real Força Aèria britànica (RAF) F. W. Winterbotham (que va supervisar la distribució de la intel·ligència militar "Ultra") que el paper de Bletchley Park durant la guerra va començar a ser discutit, i no va ser fins al 2009 que el govern britànic va atorgar honors al seu personal. S'ha intentat que les dones que treballaven a Bletchley Park es reunissin uns 70 anys després de l'última vegada que s'havien vist, ja que van tendir a no mantenir el contacte amb les seves companyes de feina després de la guerra (a causa de l'atmosfera secreta de llavors). Sovint, ni tan sols sabien els noms de les màquines en les quals havien treballat fins que van llegir llibres sobre Bletchley Park publicats dècades després de la Segona Guerra Mundial. Les famílies i amics generalment no tenien ni idea d'en què treballaven aquestes dones durant la Segona Guerra Mundial.
En entrevistes que s'han fet, comenten que van gaudir durant el temps que van passar allí perquè hi feien un treball interessant i estaven a prop de gent interessant; també tenien la sensació que estaven desenvolupant una labor important (encara que la majoria mai va arribar a saber com de transcendent havia estat la seva feina, que va escurçar la Segona Guerra Mundial fins a dos anys i va salvar milions de vides). La majoria de les dones van abandonar les seves carreres després de deixar Bletchley Park i es van casar. No obstant això, n'hi va haver també moltes (com Joan Clarke) que, un cop casades, van continuar tenint carreres fructíferes en criptoanàlisi (reforçades per la bona feina que havien fet a Bletchley Park).

### Arxius
La pàgina oficial de Bletchley Park té un espai que ret homenatge a totes les britàniques que se suposa que van treballar en l'espionatge de senyals durant la Segona Guerra Mundial, tant a Bletchley Park com en altres llocs. Va ser elaborat a partir de fonts oficials, veterans, amics i familiars. Mai no va existir una llista completa oficial, per la qual cosa constantment s'hi afegeix nova informació. El juny de 2017, hi havia gairebé 8.000 dones inscrites a la Llista d'Honor.

### Cultura popular
- The Imitation Game és una pel·lícula centrada en la vida d'Alan Turing a Bletchley Park, on apareix la seva relació amb Joan Clarke, una de les poques dones que va treballar i va ser reconeguda com a desxifradora de codis. No obstant això, se n'han fet algunes crítiques, de la pel·lícula, perquè retrata aquesta labor com un joc d'homes i no parla prou sobre el paper de les dones i les seves importants aportacions a Bletchley Park.[10]
- The Imitation Game és una sèrie de televisió que se centra en els èxits i frustracions de les protagonistes femenines mentre treballen a Bletchley Park.[48]
- El Cercle de Bletchley, o en la versió doblada Les dones de Bletchley (en l'original anglès, The Bletchley Circle)', és una minisèrie britànica de 2012 produïda per la ITV. Presenta un conjunt d'assassinats misteriosos ambientats entre 1952 i 1953. Les protagonistes són quatre dones que havia desxifrat codis a Bletchley, i que fan servir les seves habilitats per resoldre crims. L'escena inicial de l'episodi pilot es va filmar en el mateix Bletchley Park i es va demanar que continués allà perquè l'adaptació fos al més propera possible.[49][50][51]
- Enigma (2001) és una història de ficció sobre les decodificadoras d'Enigma a Bletchley Park, en la qual un romanç amorós entre companys de feina constituteix la trama principal.
- Hut 33 és una sèrie de ràdio que se centra la vida diària de Bletchley Park i, per tant, parla de les dones que hi treballaven.